# Shoemaker (krater)
Shoemaker (dawniej: Teague Ring) – stary krater uderzeniowy w stanie Australia Zachodnia.
Krater ten powstał 1,63 miliarda lat temu, pod koniec paleoproterozoiku. Utworzył się on w skałach krystalicznych pokrytych warstwą skał osadowych, na granicy archaicznego kratonu Yilgarn, jednej z najstarszych mas lądowych, których pozostałości przetrwały na Ziemi. Pomimo jego wieku, krawędź krateru jest dobrze widoczna w terenie. W jego wnętrzu znajdują się niewielkie, okresowo wysychające jeziora słone; największym z nich jest Lake Teague.